# Uffes rum
|  | Denne artikel er oprettet af botten PalnaBot ud fra en ekstern database. Den kan derfor have sproglige fejl eller mangler. Denne skabelon kan fjernes efter kontrol af indholdet. |

Uffes rum er en film instrueret af Fritz Hartz.

## Handling
Stedet er Københavns gader og parker. Tiden sidst i halvfemserne. Her lever posemanden Uffe. Med alle sine ejendele i plastikposer bundet fast på en indkøbsvogn fra Netto gennemtraver han hver dag sit byområde. Ved sengetid søger han mod en af parkerne, og der indretter han sig på en bænk. Uffe var med sin overlæssede Nettovogn i over 20 år en fast del af det københavnske gadebillede. Filmen er et poetisk øjebliksbillede af Københavns indre by med Uffe som gennemgående figur. Se fortsættelsen af Uffes historie i »Himmelen er mit tag«.